# Sad (Arabische letter)

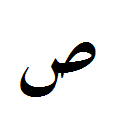
Sad in geïsoleerde vorm

Ṣād, صاد, is de 14e letter van het Arabisch alfabet. Hij stamt af van de letter sade uit het Fenicisch alfabet en is daardoor verwant met de niet meer in gebruik zijnde Griekse san en de Hebreeuwse tsade. Hij heeft geen equivalent in het Latijns alfabet. Aan de sad kent men de getalswaarde 90 toe.

## Uitspraak
De sad behoort tot de vijf emfatische medeklinkers in het Arabisch en kent geen equivalent in het Nederlands. De plaats van vorming is dezelfde als bij de stemloze "s"-klank "sin". Men spant het spraakapparaat echter licht aan en buigt het achterste deel van de tong tegen het verhemelte. Dit geeft soms enigszins een "vod in de mond" klank.
De sad is een zonneletter, dat wil zeggen dat hij een voorafgaand bepaald lidwoord "al" assimileert. Voorbeeld "de pagina" - الصفحة : uitspraak niet "al-safha" maar "as-safha".

## Sad in Unicode
| Unicode Codepoint | U+0635            |
| Unicode-Name      | ARABIC LETTER SAD |
| HTML              | &#1589;           |
| ISO 8859-6        | 0xd5              |

Basisalfabet: ا (alif) · 
ب (ba) · 
ت (ta) · 
ث (tha) · 
ج (jim) ·
ح (ḥa) ·
خ (kha) ·
د (dal) ·
ذ (dhal) ·
ر (ra) ·
ز (zai) ·
س (sin) ·
ش (sjin) ·
ص (ṣad) ·
ض (ḍad) ·
ط (ṭah) ·
ظ (ẓa) ·
ع (ain) ·
غ (gain) ·
ف (fa) ·
ق (qaf) ·
ك (kaf) ·
ل (lam) ·
م (mim) ·
ن (nun) ·
ه (ha) ·
و (waw) ·
ي (ya)
Aanvullende tekens: ء (hamza) ·
آ (alif madda) ·
ة (tāʾ marbūṭa) ·
ى (alif maqṣūra) ·
لا (lām-alif)
Klinkertekens: fatḥa ·
kasra ·
ḍamma ·
shadda ·
sukūn ·
waṣla